# Tropanol
Le tropanol ou plus précisément le tropan-3-ol est l'alcool dérivé du tropane. Il a pour formule brute C8H15NO. Il existe en deux isomères, suivant la position du groupe hydroxyle, endo ou exo.
| Nom           | Autre nom         | Nom courant   | Structure     | Nom IUPAC                                   | Point de fusion | Point d'ébullition | Numéro CAS |
| ------------- | ----------------- | ------------- | ------------- | ------------------------------------------- | --------------- | ------------------ | ---------- |
| α-tropan-3-ol | 3α-hydroxytropane | Tropine       | α-tropan-3-ol | 8-méthyl-8-azabicyclo[3.2.1.]octan-3endo-ol | 63 °C           | 229 °C             | 120-29-6   |
| β-tropan-3-ol | 3β-hydroxytropane | Pseudotropine | β-tropan-3-ol | 8-méthyl-8-azabicyclo[3.2.1.]octan-3exo-ol  | 108 à 109 °C    | 240 à 241 °C       | 135-97-7   |